# Sergei Gennadjewitsch Toltschjonow
Sergei Gennadjewitsch Toltschjonow (russisch Сергей Геннадьевич Толчёнов; * 1965) ist ein russischer Diplomat.

## Werdegang
Toltschjonow absolvierte das Moskauer Staatsinstitut für Internationale Beziehungen 1988 und trat dem sowjetischen, diplomatischen Korps bei. Bis 1992 war er an der sowjetischen, beziehungsweise russischen Botschaft in Kambodscha tätig. Zwischen 1994 und 1998 und 2002 bis 2005 arbeitete Toltschjonow an der russischen Botschaft in Vietnam, dazwischen war er von 2000 bis 2002 am Generalkonsulat in Ho-Chi-Minh-Stadt (Vietnam). Von 2008 bis 2013 gehörte Toltschjonow bereits dem Personal der russischen Botschaft in Indonesien an, bevor er bis 2024 stellvertretender Direktor der dritten Asienabteilung im Außenministerium war.
2024 wurde Toltschjonow russischer Botschafter in Jakarta. Neben Indonesien ist er auch für Osttimor zuständig, wo er am 19. Februar 2025 seine Zweitakkreditierung übergab.

## Sonstiges
Toltschjonow spricht fließend Englisch, Französisch und Vietnamesisch. Er ist verheiratet und hat einen Sohn und eine Tochter.